# Старий Кужіль
Старий Кужіль — село в Україні, в Народицькій селищній територіальній громаді Коростенського району Житомирської області. Населення становить 7 осіб.

## Населення
Станом на 1 жовтня 1941 року в селі налічувалось 40 дворів та 156 мешканців, в тому числі: чоловіків — 65 та жінок — 91.

## Історія
Колишня назва Межиліська Буда (Кужіль).
У 1906 році Кужель, колонія Базарської волості Овруцького повіту Волинської губернії. Відстань від повітового міста 59 верст, від волості 9. Дворів 24, мешканців 124.